# ブータン・アマチュア・ベースボールリーグ
ブータン・アマチュア・ベースボールリーグ（英名：Bhutan Amateur Baseball League）とは、ブータン国内で行われているアマチュアの野球リーグである。

## 概要
ブータン・アマチュア・ベースボールリーグは、二つのカテゴリーで構成されている。
U15のリーグは5球団で構成されており、U18のリーグは6球団で構成されている。
またブータン国内では、女子野球やソフトボールの強化指導も急速に発展している。
また他にも多くのユースカテゴリーが参加している。

## 構成球団
| U15   | PS                                  |
| U15   | HSS                                 |
| U15   | GMSS                                |
| U15   | TLSS                                |
| U15   | RUKS                                |
| U１８ | Loseling Middle Secondary School    |
| U１８ | Motithang Higher Secondary School   |
| U１８ | Timphu Baseball Club                |
| U１８ | Druk School                         |
| U１８ | Changangkha Middle Secondary School |
| U１８ | Royal Bhutan Bodyguard              |

## 引用
https://bhutanbaseball.org/